# 约翰内斯·米勒

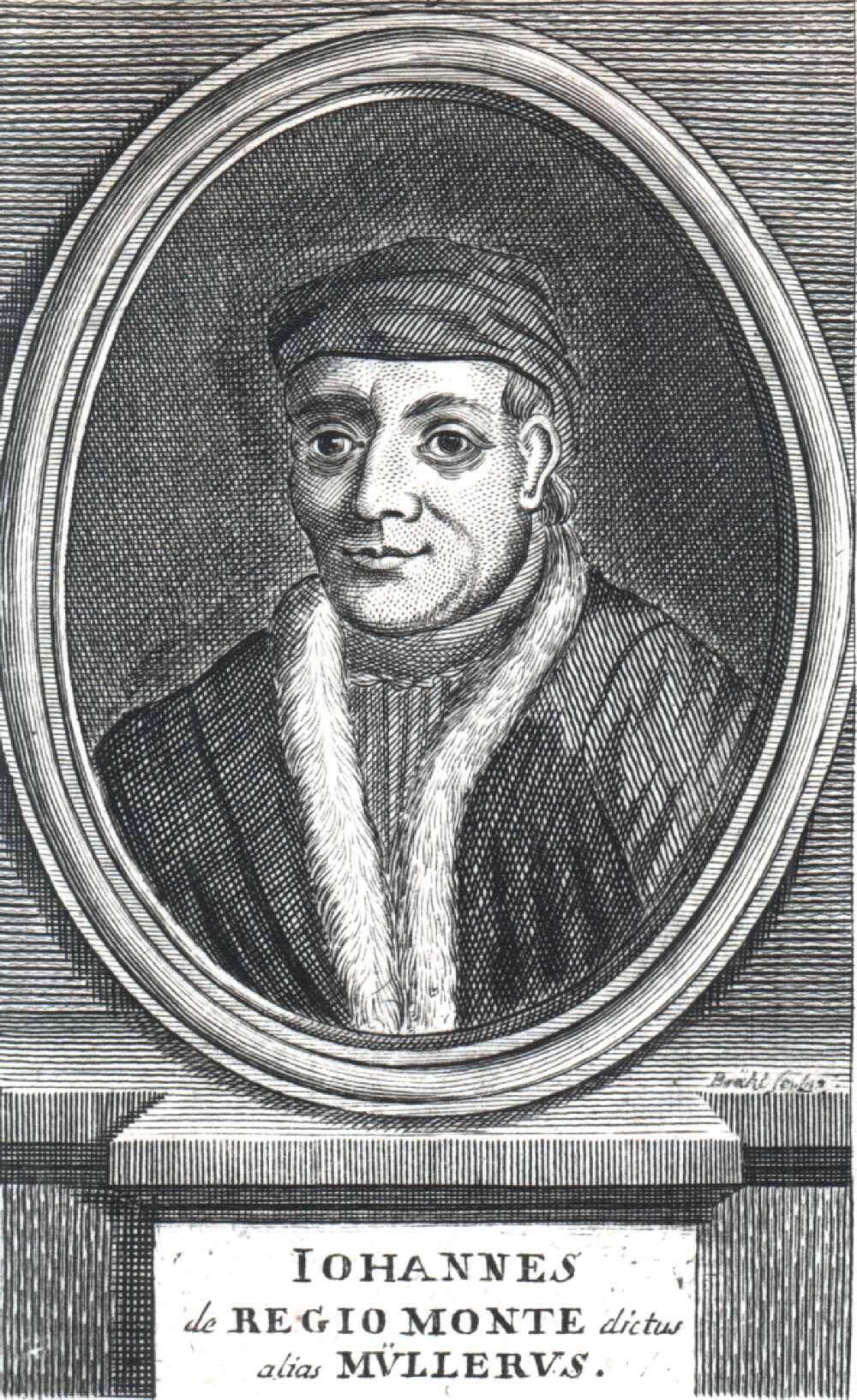
约翰内斯·米勒

约翰内斯·米勒·冯·柯尼希斯贝格（德語：Johannes Müller von Königsberg，1436年6月6日—1476年7月6日），拉丁文名為雷吉奧蒙塔努斯（Regiomontanus），德國天文学家。
米勒生於神聖羅馬帝國柯尼希斯貝格，年僅13隨即成為萊比錫大學學生，三年後轉往奧地利维也纳大学就讀，為格奥尔格·冯·普尔巴赫的学生，曾经到意大利学习托勒密的天文学。米勒後來回到德國，在纽伦堡定居下来后，和他的朋友兼赞助人伯恩哈德·瓦尔特一起进行天文观测。两人一同编印航海历书，他对西班牙和葡萄牙的航海者有极大的帮助。米勒是第一个改正天文观测中光线通过大气的折射差，也是第一个在天文学上使用机制钟的人。后来他去罗马想要改革历法，但是还没有改革成功就在當地去世了。